# Flughafen Homa Bay

i7
i11
i13
Der Homa Bay Airport (ICAO-Code: HKHB) ist ein Flugplatz im Homa Bay County in Kenia.
Er befindet sich rund acht Kilometer südöstlich des Stadtzentrums von Homa Bay und 181 Kilometer (Luftlinie) westlich des Nairobi International Airports, dem größten zivilen Flughafen des Landes. Betreiber ist die Kenya Airports Authority. Die asphaltierte Piste mit der Ausrichtung 14-32 hat eine Länge von rund 910 Metern (2.985 ft). Es gibt keine regelmäßigen Linienflüge; der Platz wird hauptsächlich für Rettungs- und Krankentransportflüge genutzt, da sich in der Stadt Homa Bay neben dem staatlichen Krankenhaus und der von der römisch-katholischen Kirche geführten Klinik noch sieben weitere Privatkliniken befinden.

## Quelle
- Airports in Kenya (englisch)